# مجموعه آثار مینا کاری‌های جهان خلیلی
مجموعه مینا کارهای جهان خلیلی (به انگلیسی: Khalili Collection of Enamels of the World) یک مجموعه خصوصی از آثار هنری میناکاری‌های جهان از سال
۱۷۰۰ تا ۲۰۰۰ است که توسط دانشمند، کلکسیونر و نیکوکار انگلیسی-ایرانی ناصر داوود خلیلی جمع‌آوری شده‌است. این یکی از هشت مجموعه خلیلی است که هر یک از مجموعه‌های او مهم‌ترین در حوزه خود به حساب می‌آیند.

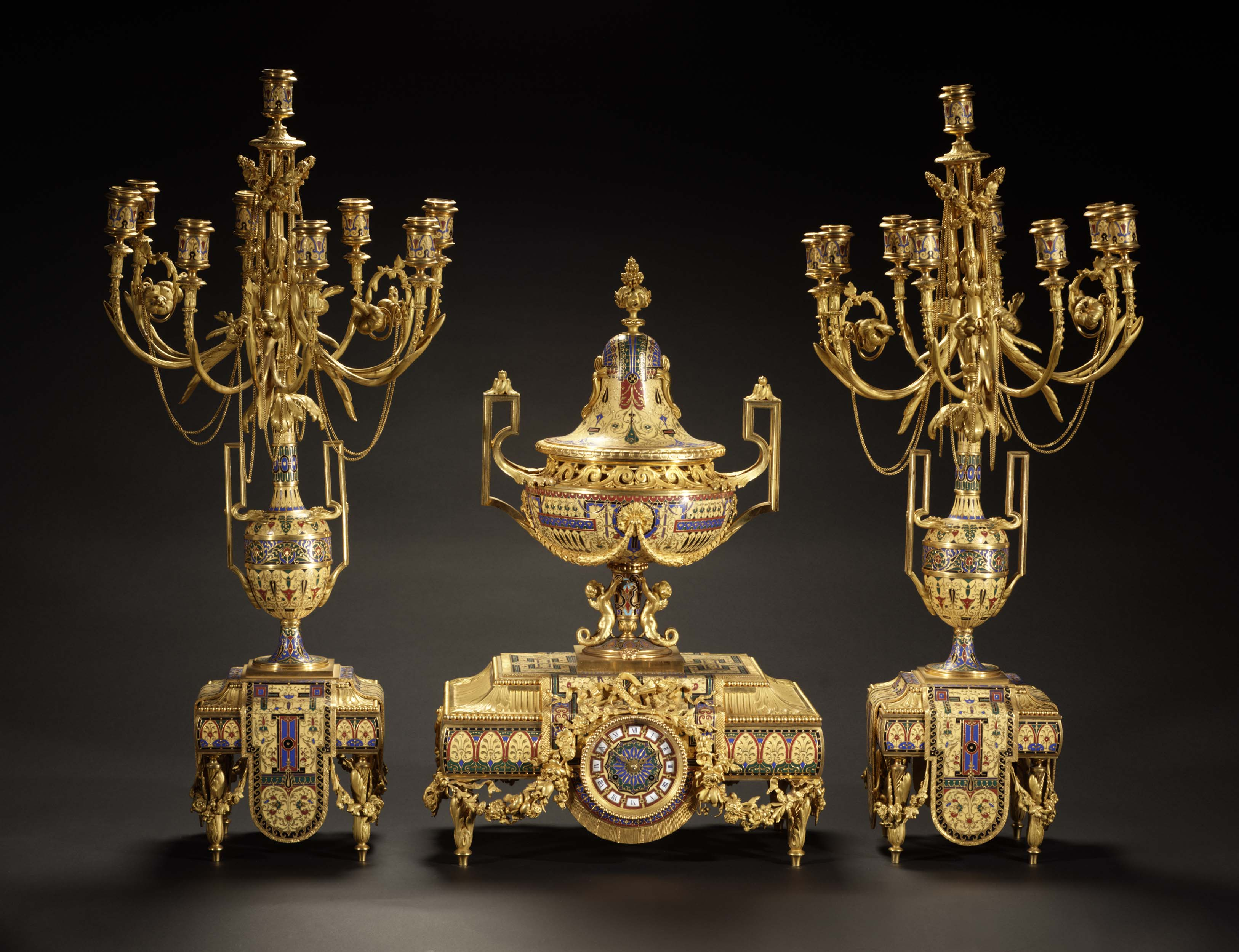
جا شمعی مینا کاری شده از خانه ای Vanderbilt در نیویورک. ساخت پاریس، حدود سال ۱۸۸۰

این مجموعه جامع‌ترین مجموعه خصوصی در نوع خود، از بیش از ۱۳۰۰ قطعه تشکیل شده‌است و تکامل هنر مینا کاری را برای یک دوره ۳۰۰ ساله به نمایش می‌گذارد. با گنجاندن اشیایی از اروپای غربی، روسیه، کشورهای اسلامی، چین، ژاپن و آمریکا، نشان می‌دهد که چگونه این مراکز تولید مینا بر سبک یکدیگر تأثیر می‌گذاشتند. مشهورترین مینای کاران اروپایی از جمله پیتر کارل فابرژه، کارتیه و رنه لالیک به همراه هنرمندان ژاپنی دوره میجی که روند آن را به کمال رسانده‌اند. این مجموعه نقش حمایت‌های مالی را در میناکاری نشان می‌دهد زیرا بسیاری از اشیا آن برای خانواده‌های سلطنتی یا طبقات بالا ایجاد شده‌است. ارابه‌های میناکاری شده متعلق به باهوسینجی دوم، ماهاراجا از باوناگار و یک میز تخت مینا نقاشی شده با علامت مهر امپراتور چین قرن ۱۸ جیان لانگ چین. اشیا دیگر شامل، جواهرات، مینیاتورها و قطعات زینتی است. این مجموعه مبنایی برای نمایشگاهی در سال ۲۰۱۰ در موزه ارمیتاژ، سن پترزبورگ، روسیه بود.

## کلکسیون

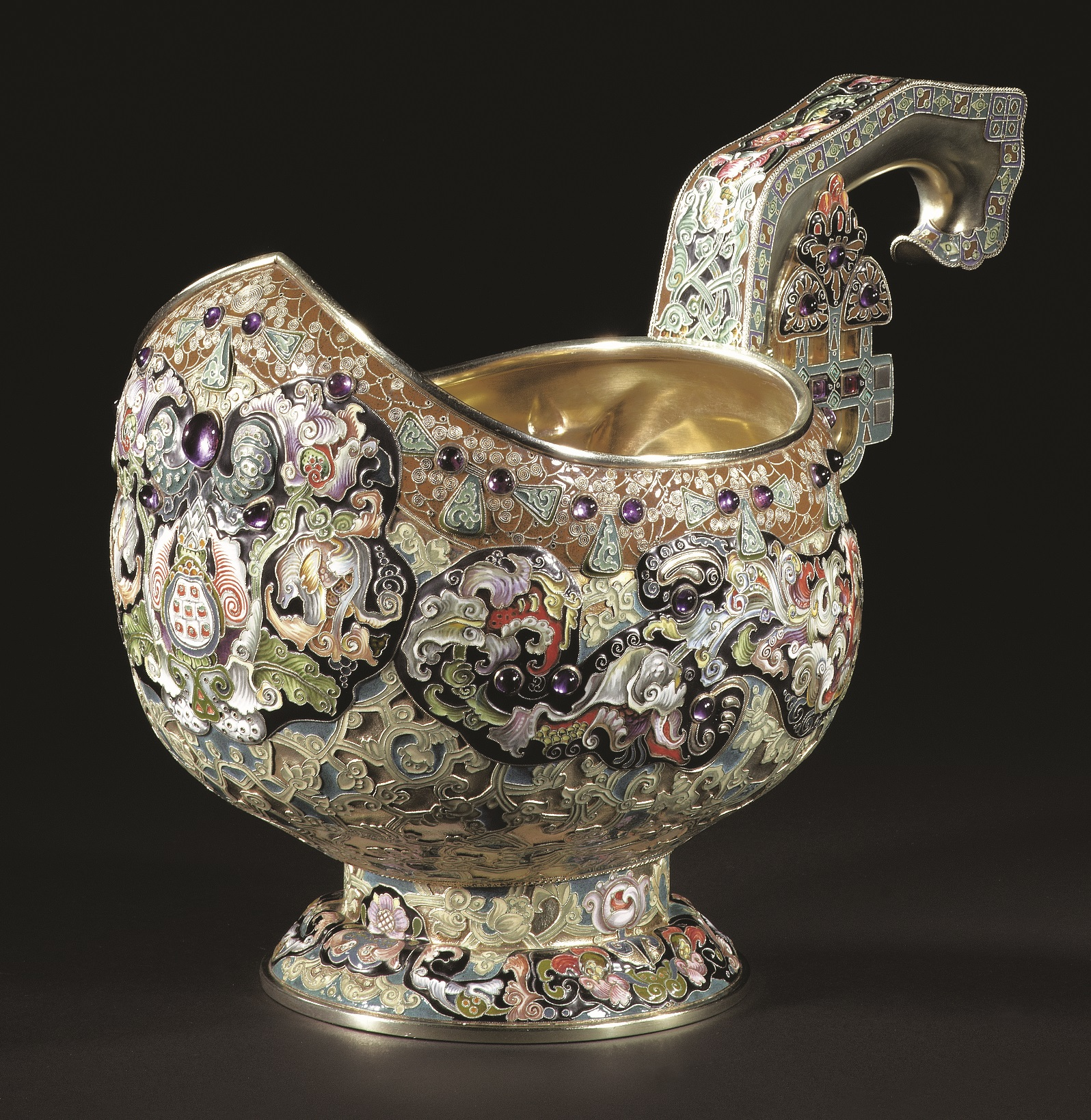
کار فئودور روکرت، مسکو، بین سالهای ۱۸۹۹ و ۱۹۰۸

این مجموعه یکی از هشت مجموعه نگهداری، محافظت، منتشر و به نمایش گذاشته شده توسط خلیلی است که هر یک از مهم‌ترین آنها در حوزه خود به حساب می‌آیند. سه مورد از آنها در مورد میناکاری است، بقیه مجموعه‌های هنر ژاپن خلیلی و مجموعه هنرهای اسلامی خلیلی است. مجموعه میناها از بیش از ۱۳۰۰ قطعه تشکیل شده‌است و تکامل مینا کاری را برای یک دوره ۳۰۰ ساله به نمایش می‌گذارد. این جامع‌ترین مجموعه خصوصی در نوع خود به حساب می‌آید.

## کارها

### کارهای اروپایی
طیف وسیعی از تکنیک‌های میناکاری، توسط صنعتگران اروپایی از سال ۱۷۰۰ به بعد مورد استفاده قرار گرفت است. سازندگان ساعت در ژنو و کارگران نقره در آگسبورگ تزئینات مینا را در کار خود ادغام کردند. لیموژ در فرانسه از اواخر قرن ۱۵ به بعد مرکزی برای میناکاری بود است.

### کارهای روسی
برخی از آثار این مجموعه دارای نشان پیتر کارل فابرژه است که خانه فابره را در سن پترزبورگ تأسیس کرده بود. فابرژ شهرت خود را در آثار هنری مینا با بالاترین کیفیت کسب کرد و از خانواده امپراتوری روسیه حقوق دریافت می‌کرد و همچنین با ساخت تاج شاهنشاهی ویژه عناوین استاد گلداسمیت را دریافت کرد.

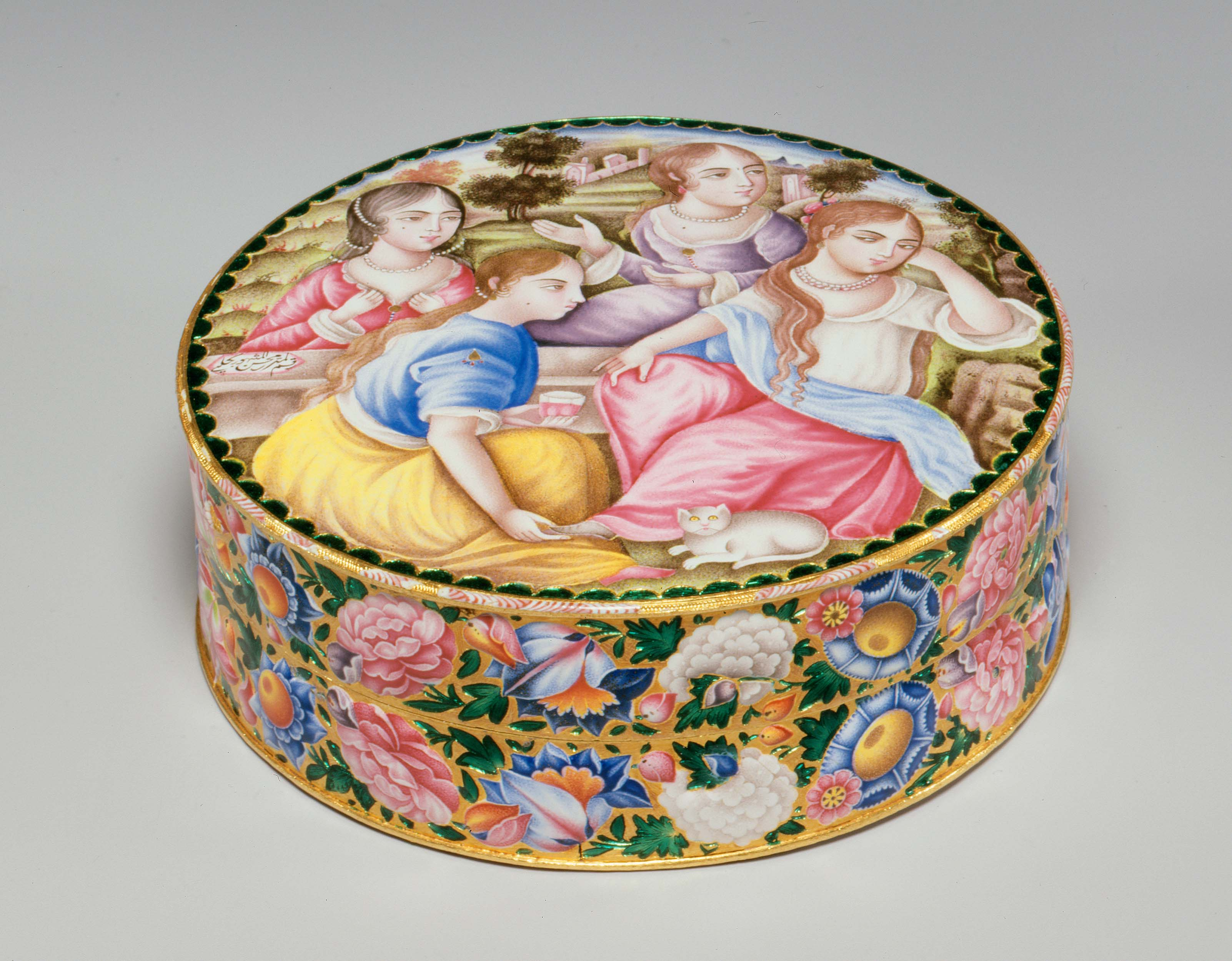
جعبه، ایران، حدود سال ۱۹۰۰

### کارهای اسلامی
در آغاز تقویم اسلامی در سال ۶۲۲ میلادی، صنعتگران امپراتوری بیزانس مینای با کیفیت بالا می‌ساختند. امپراطوران بیزانس در قرن دهم و یازدهم وسایل لوکس به حاکمان مسلمان می‌دادند و اینها اغلب با مینا تزئین می‌شدند. تأثیر هنر بیزانس در اشیایی از خلافت فاطمیون، مصر، سوریه و ایبریای مسلمان قابل مشاهده است. جک اوگدن، مورخ استدلال کرده‌است که ایران در قرن ۱۴ یا ۱۵ میناکاری‌های بزرگ را تولید می‌کند، اما نمونه‌های بسیار کمی از آن باقی مانده‌است.

## جستارها
- مجموعه منسوجات سوئدی خلیلی
- مجموعه هنر ژاپنی خلیلی
- مجموعه اسناد آرامی خلیلی
- مجموعه آثار فلزکاری‌های اسپانیایی خلیلی
- مجموعه کیمونو خلیلی
- مجموعه آثار هنرهای اسلامی خلیلی
- ناصر داوود خلیلی